# ウェルド郡 (コロラド州)
ウェルド郡（英: Weld County）は、アメリカ合衆国コロラド州の北部に位置する郡である。人口は32万8981人（2020年）。郡庁所在地はグリーリーで、同郡で人口最大の都市である。ウェルド郡の全体がグリーリー都市圏を構成している。

## 歴史
1854年5月30日、カンザス・ネブラスカ法によって、北緯40度線で分けたネブラスカ準州とカンザス準州が創設された。この北緯40度線は現在のウェルド郡では基本線道路あるいはウェルド郡道路2号線と言われるものである。現在のウェルド郡はネブラスカ準州の南西部にあり、カンザス準州と境を接していた。

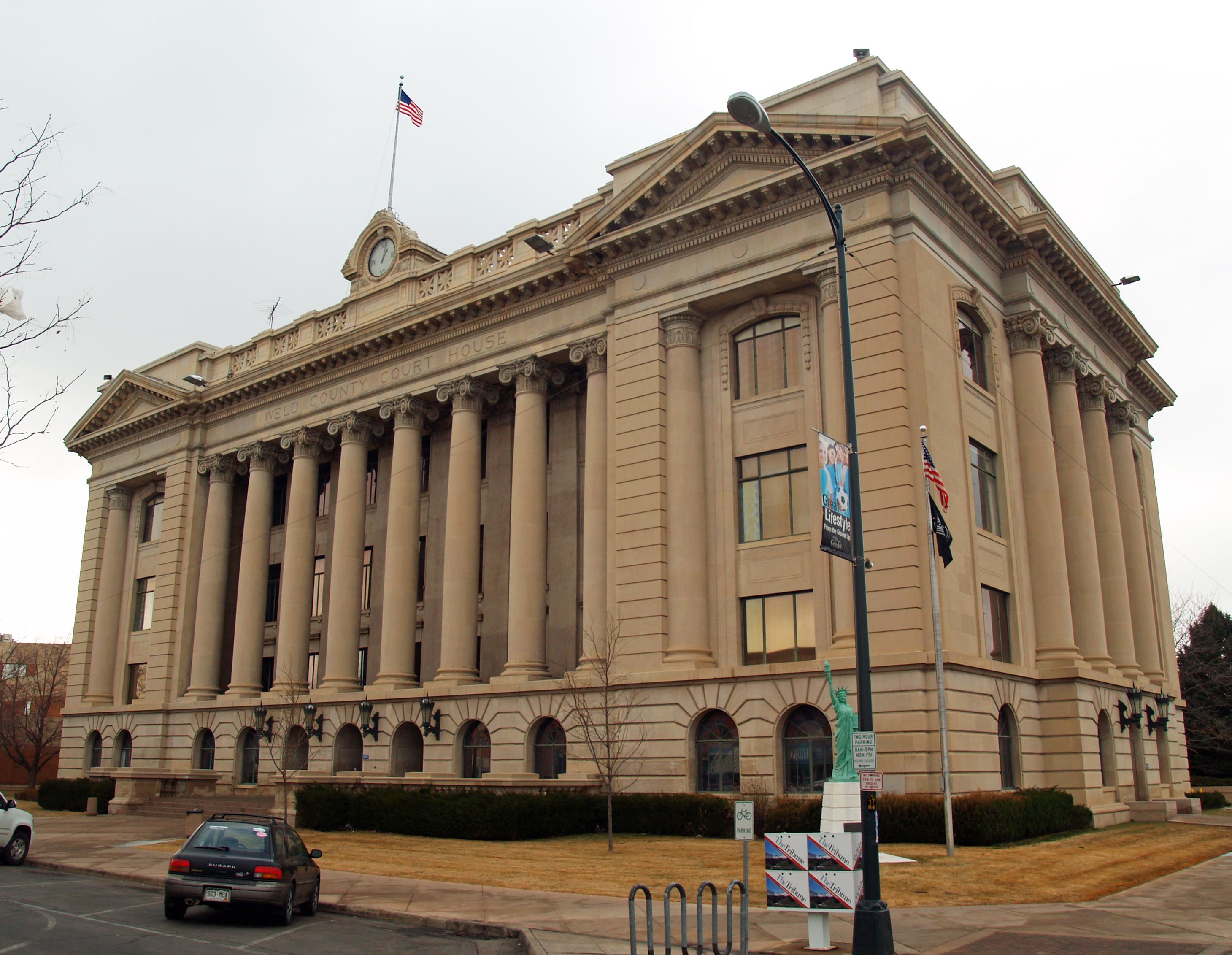
グリーリーにあるウェルド郡庁舎

1858年7月、カンザス準州アラパホ郡のサウスプラット川沿い、現在のイングルウッドで金が発見されたことでパイクスピーク・ゴールドラッシュが起こった。鉱山地域の住人はカンザス準州やネブラスカ準州の政府から遠く離れて疎外されていると感じたので、1859年10月24日の住民投票で自らジェファーソン準州を創ることに決めた。翌月、ジェファーソン準州議会は新しい準州内に12の郡を組織化し、この中にサンブラン郡があった。この郡名はサウスプラット川上流に最初の交易基地を設立したフランス人交易業者、セラン・ド・オールト・ド・サンブランに因むものだった。サンブラン郡は今日のウェルド郡の大半に跨るものだった。
ジェファーソン準州は結局連邦議会の承認を得られず、1861年2月28日、その任期の最後の週になっていたジェームズ・ブキャナン大統領が法に署名してコロラド準州が創設された。ウェルド郡は1861年11月1日に新しいコロラド準州によって創設された最初の17郡の1つとなった。このときの郡名は弁護士で準州州務官のルイス・レディアード・ウェルドに因んでいた。ウェルドは南北戦争で北軍に従軍しているときに死んだ。当初のウェルド郡の領域は現在の領域の他にワシントン郡、ローガン郡、モーガン郡、ユマ郡、フィリップス郡およびセジウィック郡までも含んでいた。これらの郡は1887年2月9日以降に分離されていった。
1955年11月1日、デンバー発オレゴン州ポートランド行きユナイテッド航空629便、ダグラスDC-6B機がウェルド郡上空で爆発して墜落し、乗客乗員44人全員が死亡し、機体の破片は郡内6マイル四方に散乱した。その後の操作で、デンバー市住人ジョン・ギルバート・グレアムが、乗客だった母のスーツケースに25本のダイナマイトに時限発火装置をつけて潜ませたものと分かった。グレアムは裁判で有罪となり、1957年に処刑された。
郡内北西部にはミニットマンIIIミサイルの無人格納庫"N-8"があり、2002年にカトリック教徒平和運動家の象徴的破壊行為の標的にされた。

## 地理
ウェルド郡はコロラド州の比較的平坦な東部にある。郡北東部には広大なポウニー国立草原があり、また周辺地から75メートル立ち上がっているポウニー・ビュートがある。西側の郡境に沿っては、さらに西にあるロッキー山脈の麓丘陵部を隠すような低い丘陵がある。
郡内を2本の州間高速道路が走っている。州間高速道路25号線は南西隅を通り、州間高速道路76号線は南中部端から北東に、東のモーガン郡境に通っている。その他の主要幹線としてアメリカ国道85号線と同34号線があり、グリーリーの近くで交差している。まあオールトを通る州道14号線もある。
アメリカ合衆国国勢調査局に拠れば、郡域全面積は4,021.56平方マイル (6,825.9 km2)であり、このうち陸地は3,992.45平方マイル (6,821.6 km2)、水域は29.11平方マイル (4.1 km2)で水域率は0.72%である。
2001年11月15日に創設されたブルームフィールド市郡には、郡の南西隅の小部分を渡したので、幾らか面積は小さくなっている。

### 隣接する郡
- キンボール郡 (ネブラスカ州) - 北東
- ローガン郡 - 東
- モーガン郡 - 東
- アダムズ郡 - 南
- ブルームフィールド市郡 - 南西
- ボルダー郡 - 西
- ラリマー郡 - 西
- ララミー郡 (ワイオミング州) - 北西

## 人口動態
以下は2000年国勢調査による人口統計データである。
| 基礎データ - 人口: 180,936人 - 世帯数: 63,247 世帯 - 家族数: 45,221 家族 - 人口密度: 18人/km2（45人/mi2） - 住居数: 66,194軒 - 住居密度: 6軒/km5（17/mi2） 人種別人口構成 - 白人: 81.71% - アフリカン・アメリカン: 0.56% - ネイティブ・アメリカン: 0.87% - アジア人: 0.83% - 太平洋諸島系: 0.08% - その他の人種: 13.29% - 混血: 2.65% - ヒスパニック・ラテン系: 27.05% 年齢別人口構成 - 18歳未満: 28.2% - 18-24歳: 13.2% - 25-44歳: 29.7% - 45-64歳: 20.0% - 65歳以上: 9.0% - 年齢の中央値: 31歳 - 性比（女性100人あたり男性の人口） - 総人口: 100.6 - 18歳以上: 98.0 | 世帯と家族（対世帯数） - 18歳未満の子供がいる: 37.2% - 結婚・同居している夫婦: 57.6% - 未婚・離婚・死別女性が世帯主: 9.4% - 非家族世帯: 28.5% - 単身世帯: 21.0% - 65歳以上の老人1人暮らし: 6.9% - 平均構成人数 - 世帯: 2.78人 - 家族: 3.25人 収入と家計 - 収入の中央値 - 世帯: 42,321米ドル - 家族: 49,569米ドル - 性別 - 男性: 35,037米ドル - 女性: 25,757米ドル - 人口1人あたり収入: 18,957米ドル - 貧困線以下 - 対人口: 12.5% - 対家族数: 8.0% - 18歳未満: 14.6% - 65歳以上: 8.5% |

## 都市と町
| - グリーリー - 郡庁所在地 - ダコノ - エバンス - フォートラプトン - ロングモント（部分） - ノースグレン（部分） - ソーントン（部分） - ブライトン（部分） | - ウィンザー - セヴェランス - オールト - バーソウド（部分） - イートン - エリー（部分） - ファイアストーン - フレデリック - ガーデンシティ - ジルクレスト - グローバー - ハドソン - ジョーンズタウン（部分） - キーンズバーグ - カーシー - ラサル - ロックビュー（部分） - ルサーン - ミード - ミリケン - ナン - ピアース - プラットビル - レイマー | - アリストクラットランチェッツ - ブリッグスデール - カー - ディアフィールド - ゲイルトン - ジル - ヒアフォード - ケオタ - ロッゲン - ストーナム - タンパ - ワッテンバーグ |

## 経済
ウェルド郡はコロラド州の中でも牛、穀物およびテンサイの生産量が多く、ロッキー山脈の東側では最も裕福な農業郡であり、全米でも第4位となっている。牛乳の生産も重要になっており、乳牛の保有量は州内の半分近い。

## 教育
郡内の学校ではギャングを想起させるという理由で、13, 14, 18, 31, 41, 81の数字を身につけることが禁じられている。

## 竜巻
1950年以来、アメリカ合衆国の郡で最も多くの竜巻に襲われた郡となっている。

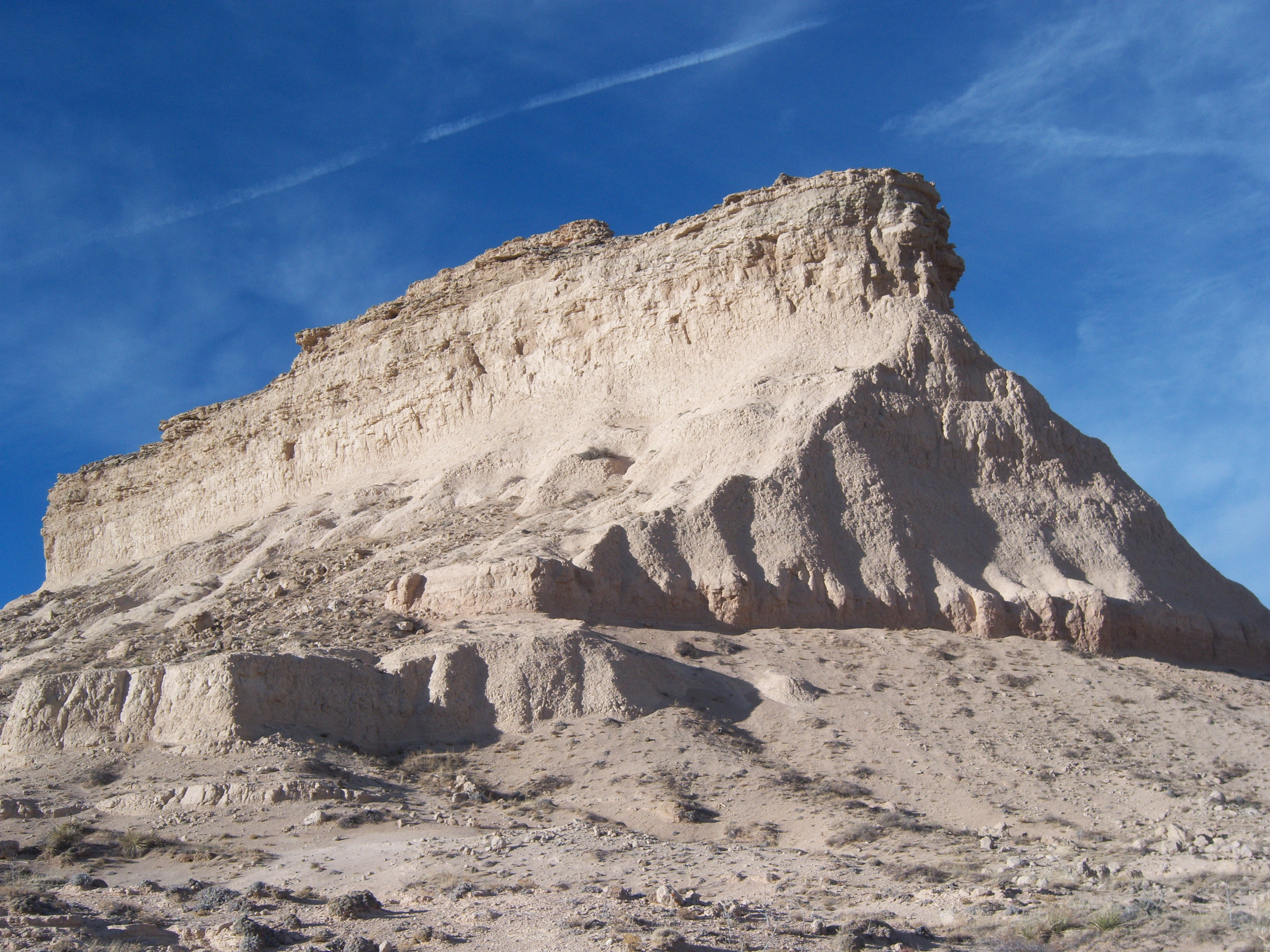
ポウニー・ビュート

## 国立草原
- ポウニー国立草原

## 州立博物館と公園
- フォートバスケス州立歴史博物館
- サンブラン州立公園

## 歴史トレイル
- サウスプラット・トレイル

## レクリエーション・トレイル
- アメリカン・ディスカバリー・トレイル
- プーダー川国立レクリエーション・トレイル

## 景観道路
- ポーニー・パイオニア・トレイル